# Skinningrove
Skinningrove är en ort i civil parish Loftus, i kommunen Redcar and Cleveland, Storbritannien. Den ligger i grevskapet North Yorkshire och riksdelen England, i den centrala delen av landet, 300 km norr om huvudstaden London. Skinningrove ligger 7 meter över havet och antalet invånare är 460. Civil parish hade 2 011 invånare år 1951. Närmaste större samhälle är Redcar, 11,6 km nordväst om Skinningrove. 